# Allen Carr
Cet article possède un paronyme, voir Alan Carr.
Pour les articles homonymes, voir Carr.
Allen Carr (né en 1934 à Londres, Royaume-Uni et mort le 29 novembre 2006 à Benalmádena (Malaga), en Espagne) est un auteur à succès britannique, ancien expert comptable et inventeur d'une méthode pour arrêter de fumer et de plusieurs méthodes dérivées.
Pour Allen Carr, la principale difficulté des fumeurs est la « peur d'arrêter » plutôt que la dépendance physique à la nicotine. Selon lui, l'usage de produits pharmaceutiques compensant le manque de nicotine, renforçant cette peur et le sentiment de sacrifice, rendent le sevrage plus difficile.

## Biographie
Ancien très gros fumeur, Allen Carr arrête de fumer à 49 ans. Il meurt le 29 novembre 2006, à 72 ans, des suites d'un cancer du poumon.

## Méthode
La méthode est décrite pour la première fois en 1983 dans le succès de librairie The Easy Way to Stop Smoking, traduit en français sous le titre « La méthode simple pour en finir avec la cigarette ». Selon son éditeur, cet ouvrage a été vendu à plus de 18 millions d'exemplaires, dont 1 million en français (2024)[réf. nécessaire].

## Programmes d'aide

### Description
Le programme consiste en une séance initiale de quatre à cinq heures, d'un suivi téléphonique personnel et quelques semaines plus tard et, pour ceux qui en ressentiraient le besoin, d'une à deux séances supplémentaires de deux heures.

### Taux de succès des prestations Allen Carr
Une étude financée par le gouvernement autrichien et confiée à une équipe médicale universitaire de Vienne a mesuré qu'un an après la participation à ce programme, 53,30 % des participants en moyenne restaient non fumeurs. Les mêmes universitaires ont confirmé ce chiffre dans une étude sur l'efficacité à 36 mois[réf. nécessaire].
Une étude autrichienne en 2003 basée sur les déclarations de 357 participants aux sessions locales d'Allen Carr indique un taux de succès après 12 mois situé entre 40 et 55 %.

## Évaluation et limites d'efficacité de la méthode
Pour certains médecins et chercheurs, l'efficacité de cette méthode demeure douteuse et controversée, malgré d'intenses campagnes promotionnelles. En effet, selon le National Institute for Health and Clinical Excellence (en) (NICE, organisme britannique en charge d'évaluer scientifiquement l'efficacité des traitements), les services d'aide à l'arrêt au tabac du NHS ont commandé une synthèse au NICE sur les traitements non proposés par le NHS. La Méthode facile d'Allen Carr a donc été évaluée à l'instar d'autres méthodes comme l'acupuncture ou les méthodes aversives. Le rapport concluait qu'il n'y avait pas d'études contrôlées sur l'efficacité de la méthode de sevrage au tabac proposée par Allen Carr.
Un pneumologue et tabacologue (le Pr Bertrand Dautzenberg de l'hôpital de la Pitié-Salpêtrière) considère que la Méthode facile d'Allen Carr repose plus sur une « série d'incantation que sur une méthode éprouvée ». Selon lui, si les méthodes de coaching sont acceptables, il s'inquiète qu'Allen Carr tienne pour vrai que la dépendance physique n'est pas importante et discrédite les substituts nicotiniques. En définitive, selon le Pr. Dautzenberg, les médecins ne devraient pas déconseiller la Méthode facile d'Allen Carr aux patients fumeurs désireux d'arrêter, il est important d'essayer par soi même.

## Publications
- La méthode simple pour perdre du poids, Pocket, 2001.
- La méthode simple pour en finir avec la cigarette, Pocket, 2004.
- La méthode simple pour les femmes qui veulent arrêter de fumer, Pocket, 2004.
- La méthode simple pour aider vos enfants à arrêter de fumer, Pocket, 2006.
- La méthode simple pour avoir du succès, Pocket, 2006.
- La méthode simple pour prendre l'avion sans avoir peur, Pocket, 2006.
- La méthode simple pour maîtriser sa consommation d'alcool, Pocket, 2007.
- La méthode simple pour prendre la vie du bon côté, Pocket, 2008.

### Autres articles
- Cigarette
- Tabagisme
- Sevrage tabagique
- Effets du tabac sur la santé